# Danh sách kế vị ngai vàng hoàng gia Nhật Bản
Dòng kế vị ngai vàng của hoàng gia Nhật Bản dựa trên Luật gia đình hoàng gia. Hiện tại, chỉ có nam giới được phép lên ngôi.

## Luật liên quan
Hiến pháp Nhật Bản hiện hành quy định ngai vàng Nhật Bản là một hệ thống di truyền và phương pháp di truyền được xác định bởi nội dung mô hình hoàng gia do Quốc hội quyết định.
Trong mô hình hoàng gia, chỉ có nam giới mới có quyền thừa kế ngai vàng và thứ tự thừa kế là:
1. Hoàng trưởng tử
2. Hoàng trưởng tôn
3. Con cháu (trai) khác của Hoàng trưởng tử
4. Hoàng thứ tử và con cháu (trai) khác của ông
5. Các Hoàng tử khác và con cháu (trai) khác của họ
6. Các huynh đệ Hoàng đế và con cháu (trai) họ
7. Các bá thúc Hoàng đế và con cháu  (trai) họ
8. Các nhánh khác của Hoàng tộc

## Sơ đồ mối quan hệ huyết thống của người kế vị
|                      |                      |                      |                      |                      |                      |  |  | Thiên hoàng Hirohito            |                                 |                                 |                                 |                                 |                                 |  |  |                        |                        |                        |                        |                        |                        |                       |                       |                        |                        |                        |                        |                        |                        |  |  |  |  |  |  |  |  |  |  |
|                      |                      |                      |                      |                      |                      |  |  |                                 |                                 |                                 |                                 |                                 |                                 |  |  |                        |                        |                        |                        |                        |                        |                       |                       |                        |                        |                        |                        |                        |                        |  |  |  |  |  |  |  |  |  |  |
|                      |                      |                      |                      |                      |                      |  |  |                                 |                                 |                                 |                                 |                                 |                                 |  |  |                        |                        |                        |                        |                        |                        |                       |                       |                        |                        |                        |                        |                        |                        |  |  |  |  |  |  |  |  |  |  |
|                      |                      |                      |                      |                      |                      |  |  | Thái thượng Thiên hoàng Akihito | Thái thượng Thiên hoàng Akihito | Thái thượng Thiên hoàng Akihito | Thái thượng Thiên hoàng Akihito | Thái thượng Thiên hoàng Akihito | Thái thượng Thiên hoàng Akihito |  |  |                        |                        |                        |                        |                        |                        | (3)Thân vương Hitachi | (3)Thân vương Hitachi | (3)Thân vương Hitachi  | (3)Thân vương Hitachi  | (3)Thân vương Hitachi  | (3)Thân vương Hitachi  |                        |                        |  |  |  |  |  |  |  |  |  |  |
|                      |                      |                      |                      |                      |                      |  |  | Thái thượng Thiên hoàng Akihito | Thái thượng Thiên hoàng Akihito | Thái thượng Thiên hoàng Akihito | Thái thượng Thiên hoàng Akihito | Thái thượng Thiên hoàng Akihito | Thái thượng Thiên hoàng Akihito |  |  |                        |                        |                        |                        |                        |                        | (3)Thân vương Hitachi | (3)Thân vương Hitachi | (3)Thân vương Hitachi  | (3)Thân vương Hitachi  | (3)Thân vương Hitachi  | (3)Thân vương Hitachi  |                        |                        |  |  |  |  |  |  |  |  |  |  |
|                      |                      |                      |                      |                      |                      |  |  |                                 |                                 |                                 |                                 |                                 |                                 |  |  |                        |                        |                        |                        |                        |                        |                       |                       |                        |                        |                        |                        |                        |                        |  |  |  |  |  |  |  |  |  |  |
| Thiên hoàng Naruhito | Thiên hoàng Naruhito | Thiên hoàng Naruhito | Thiên hoàng Naruhito | Thiên hoàng Naruhito | Thiên hoàng Naruhito |  |  |                                 |                                 |                                 |                                 |                                 |                                 |  |  | (1)Thân vương Fumihito | (1)Thân vương Fumihito | (1)Thân vương Fumihito | (1)Thân vương Fumihito | (1)Thân vương Fumihito | (1)Thân vương Fumihito |                       |                       |                        |                        |                        |                        |                        |                        |  |  |  |  |  |  |  |  |  |  |
| Thiên hoàng Naruhito | Thiên hoàng Naruhito | Thiên hoàng Naruhito | Thiên hoàng Naruhito | Thiên hoàng Naruhito | Thiên hoàng Naruhito |  |  |                                 |                                 |                                 |                                 |                                 |                                 |  |  | (1)Thân vương Fumihito | (1)Thân vương Fumihito | (1)Thân vương Fumihito | (1)Thân vương Fumihito | (1)Thân vương Fumihito | (1)Thân vương Fumihito |                       |                       |                        |                        |                        |                        |                        |                        |  |  |  |  |  |  |  |  |  |  |
|                      |                      |                      |                      |                      |                      |  |  |                                 |                                 |                                 |                                 |                                 |                                 |  |  |                        |                        |                        |                        |                        |                        |                       |                       |                        |                        |                        |                        |                        |                        |  |  |  |  |  |  |  |  |  |  |
| Nội Thân vương Aiko  | Nội Thân vương Aiko  | Nội Thân vương Aiko  | Nội Thân vương Aiko  | Nội Thân vương Aiko  | Nội Thân vương Aiko  |  |  | Nội Thân vương Mako             | Nội Thân vương Mako             | Nội Thân vương Mako             | Nội Thân vương Mako             | Nội Thân vương Mako             | Nội Thân vương Mako             |  |  | Nội Thân vương Kako    | Nội Thân vương Kako    | Nội Thân vương Kako    | Nội Thân vương Kako    | Nội Thân vương Kako    | Nội Thân vương Kako    |                       |                       | (2)Thân vương Hisahito | (2)Thân vương Hisahito | (2)Thân vương Hisahito | (2)Thân vương Hisahito | (2)Thân vương Hisahito | (2)Thân vương Hisahito |  |  |  |  |  |  |  |  |  |  |

- Lưu ý:
- Ô màu xám cho biết họ đã qua đời
- Ô màu đỏ cho biết họ là nữ giới và không có đủ điều kiện để thừa kế ngai vàng.

- -  Akihito (sinh năm 1933)
    -  Thiên Hoàng Naruhito (sinh năm 1960)
    - (1) Thân vương Fumihito (sinh năm 1965)
      - (2) Thân vương Hisahito (sinh năm 2006)

  - (3) Thân vương Masahito (sinh năm 1935)

## Danh sách kế vị hiện tại

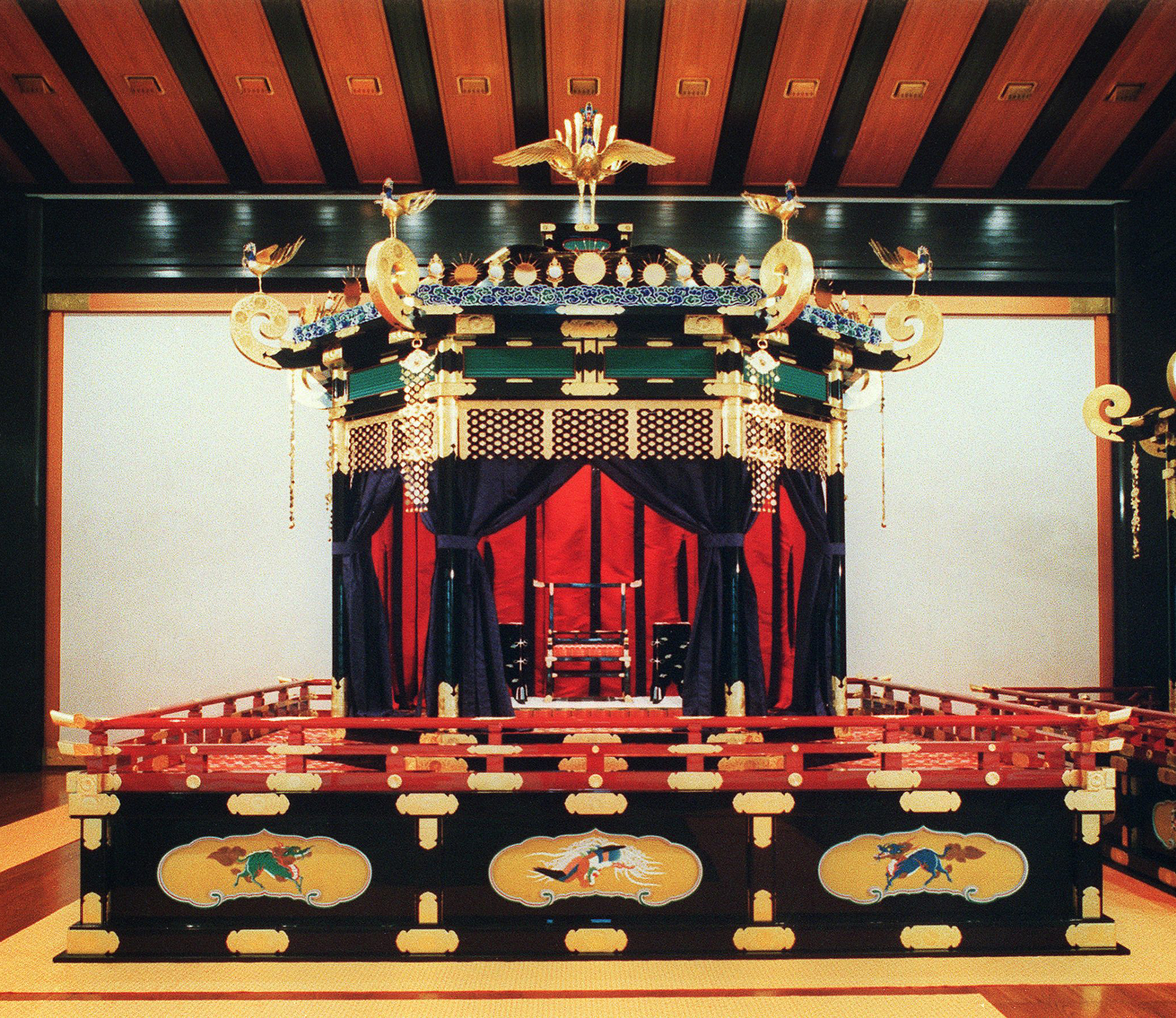
Ngai vàng Hoa cúc của Nhật Bản (Takamikura) được sử dụng trong lễ đăng quang của các Hoàng đế.